# Andrzej Wiśniowski (zm. przed 17 września 1681)
Andrzej Wiśniowski herbu Prus I (zm. przed 17 września 1681) – sędzia chełmski od 1673 roku, podsędek chełmski w latach 1662-1673, podstarosta i sędzia grodzki chełmski w latach 1662-1673, pisarz grodzki chełmski w 1647 roku.
Poseł na sejm koronacyjny 1676 roku z ziemi chełmskiej.